# District XII van Boedapest
District XII of Hegyvidék (Duits: Bergland) is een voornamelijk bergachtige district aan de Boeda-kant van Boedapest.
Ten noorden van de district II, district I naar het oosten, district XI naar het zuiden. district is begrensd. De westelijke grens is ook de grens van Boedapest, de aangrenzende nederzettingen zijn Budakeszi en Budaörs.

## Geschiedenis
De district XII werd opgericht in 1930 in verband met de reorganisatie van de administratie van Boedapest vanuit een deel van district I.
De buurten werden gebouwd in de tweede helft van de 19e eeuw. Een groot deel van het gebied is echter nog steeds een onbewoond wandelgebied, en hier begint de stoeltjeslift (Libegő) op Jánoshegy sinds 1970.

## Wijken
| - Budakeszierdő - Csillebérc - Farkasrét - Farkasvölgy - Istenhegy - Jánoshegy - Kissvábhegy - Krisztinaváros - Kútvölgy | - Magasút - Mártonhegy - Németvölgy - Orbánhegy - Sashegy - Svábhegy - Széchenyihegy - Virányos - Zugliget |

## Afbeeldingen

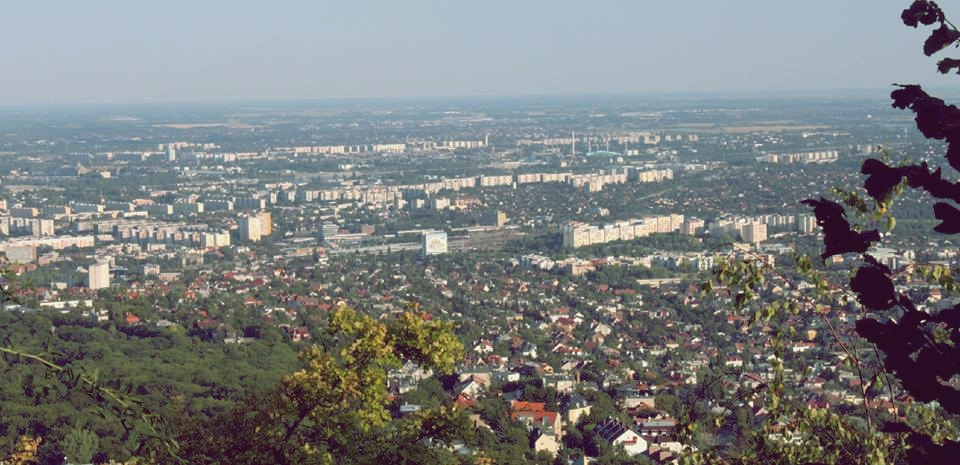
Uitzicht vanaf Pinty-straat in de wijk
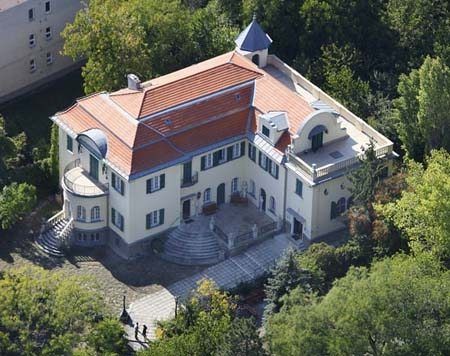
Het Gizi Bajor-acteursmuseum
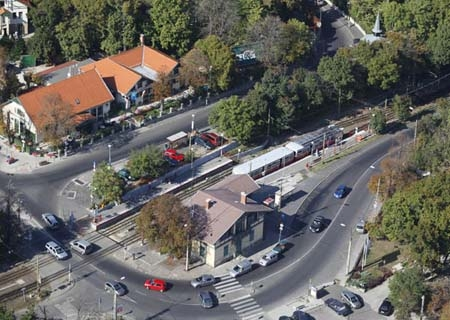
Svábhegy
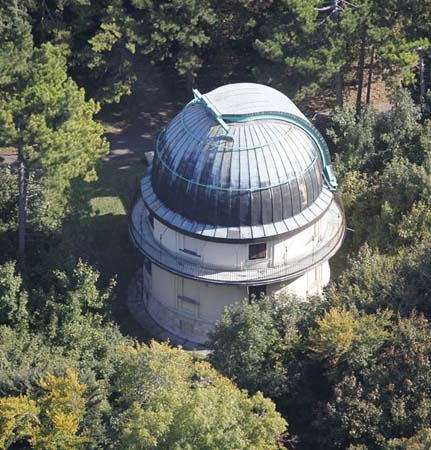
Luchtfoto van het observatorium
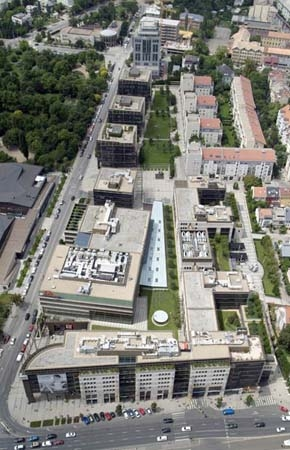
MOM park
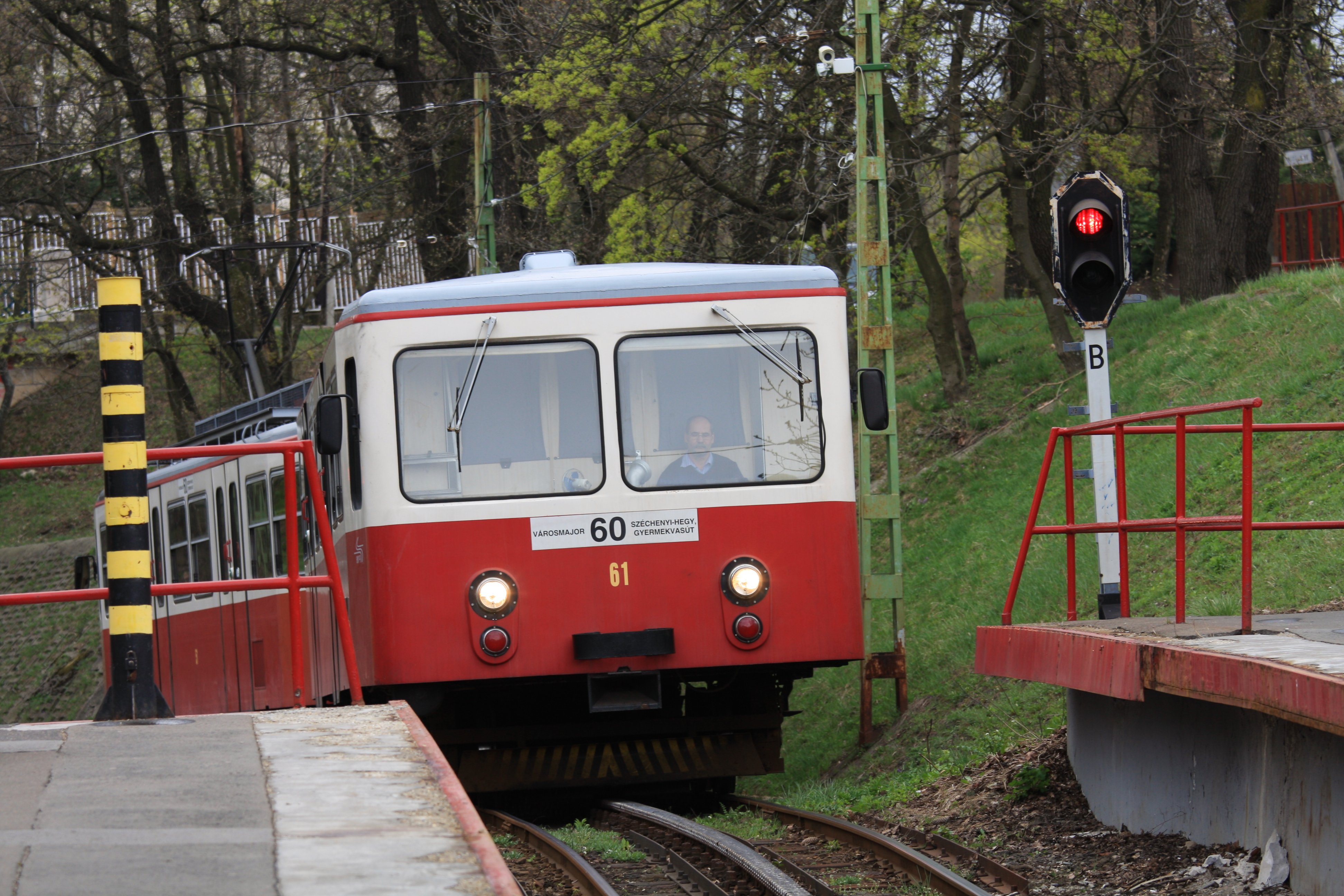
Tandradbaan van Boedapest
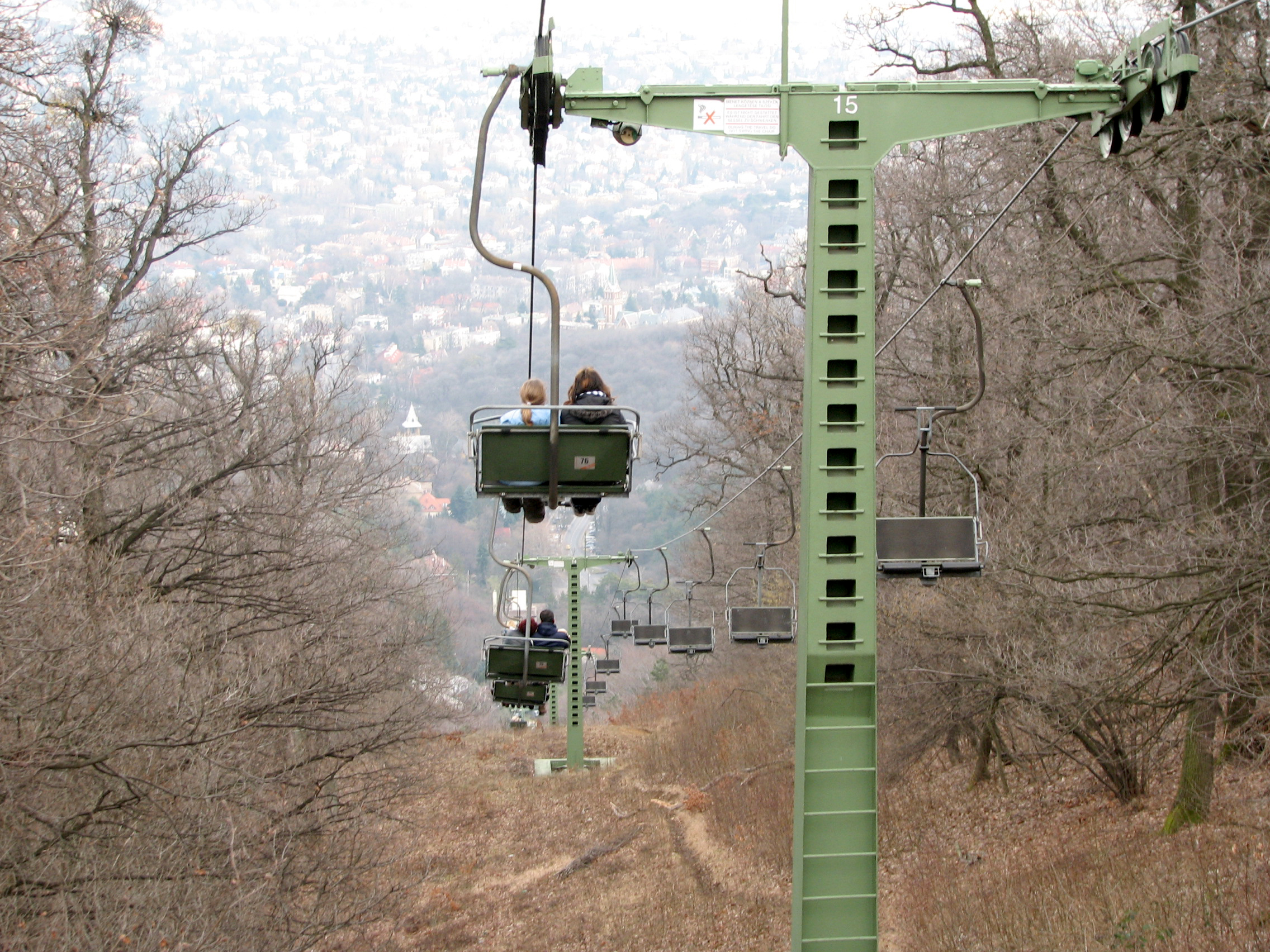
Libegő in de winter
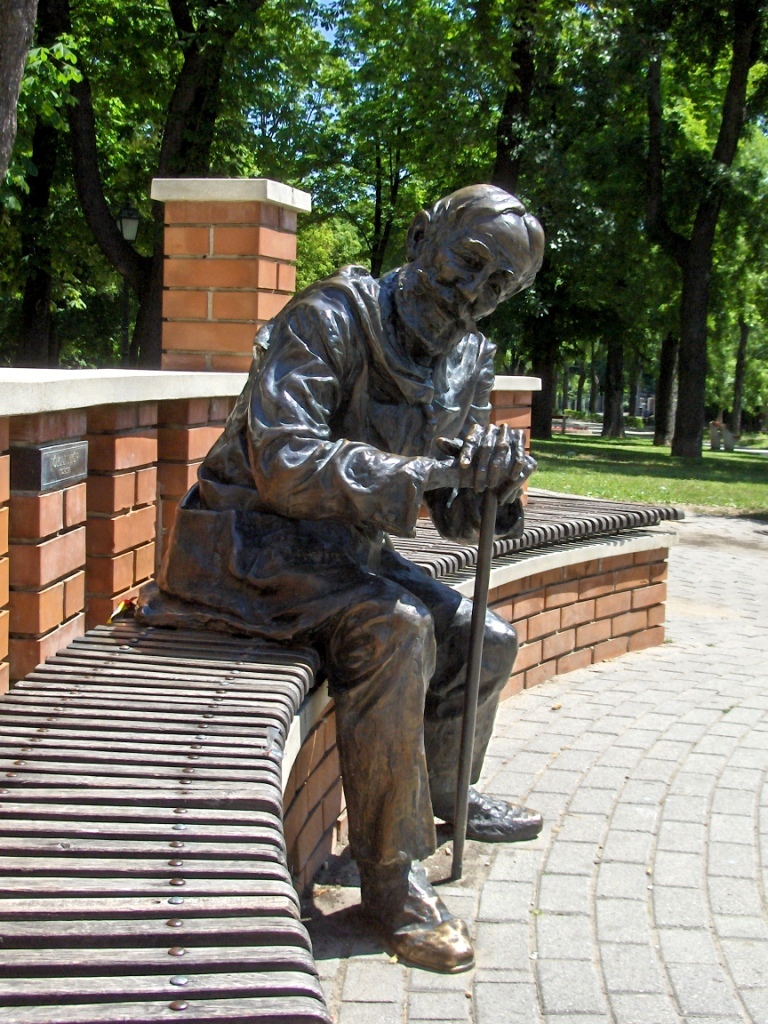
Standbeeld van Jókai op Svábhegy ("Schwabenberg")
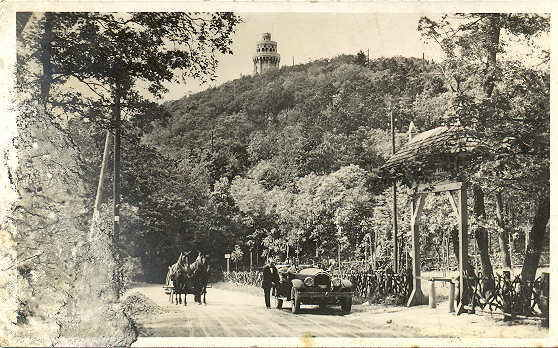
Jánoshegy 1920
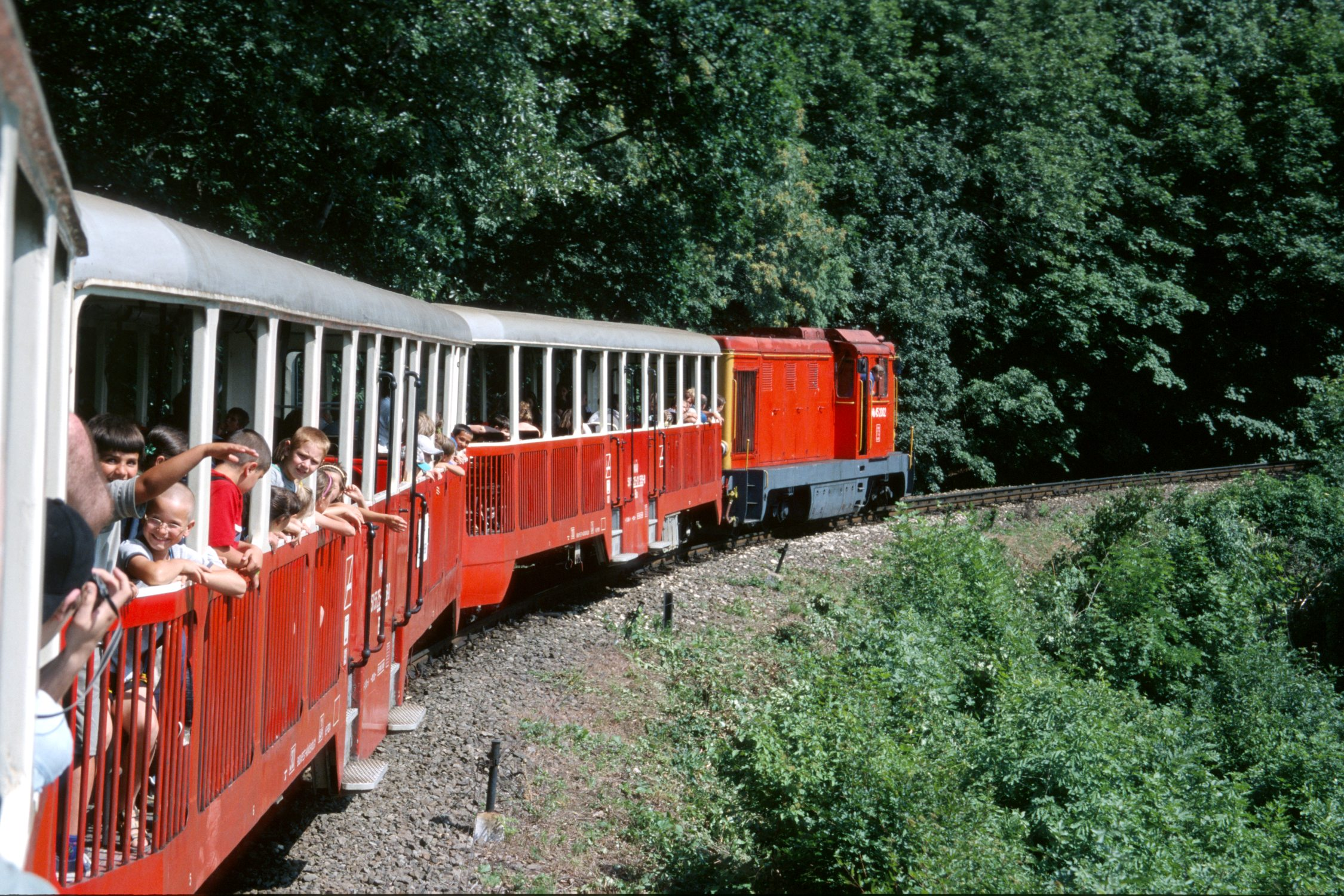
De kinderbaan

## Partnerschappen
Het district heeft partnerschappen met de Belgische gemeente Watermaal-Bosvoorde en met de Roemeense stad Odorheiu Secuiesc.
I · II · III · IV · V · VI · VII · VIII · IX · X · XI · XII · XIII · XIV · XV · XVI · XVII · XVIII · XIX · XX · XXI · XXII · XXIII